# Свитальскит
Свитальскит (англ. svitalskite; нем. svitalskit) — минерал, магниисто-железистая слюда.

## Характеристика
Химическая формула: KMg(Fe+)3 [(OH)2Si4O10. Примеси ZrO.
Процентный состав из района Кривого Рога: K2O — 8,26; Na2O — 0,64; MgO — 5,42; FeO — 3,19; CaO — 0,27; Al2O3 — 2,05; Fe2O3 — 19,18; TiO2 — 0,1; SiO2 — 56,2; H2O — 5,11.
Плотность 3,08. Образует мелкие чешуйки. Цвет ярко-зелёный. Образуется при калиевом метасоматозе железистых кварцитов. Развивается по эгирину и рибекиту. Найден в рибекит-эгириновых породах Криворожского железорудного бассейна.
Назван по фамилии геолога Николая Свитальского.